# リチャード・ドーソン (第2代クレモーン男爵)
第2代クレモーン男爵リチャード・トマス・ドーソン（英語: Richard Thomas Dawson, 2nd Baron Cremorne、1788年8月31日 – 1827年3月21日）は、イギリスの貴族、政治家。1812年から1813年まで庶民院議員を務めた。

## 生涯
政治家リチャード・ドーソン（1762年4月16日 – 1807年9月3日）と妻キャサリン（Catherine、旧姓グラハム（Graham）、アーサー・グラハムの娘）の息子として、1788年8月31日に生まれた。ハーロー校で教育を受け、1807年11月25日にケンブリッジ大学セント・ジョンズ・カレッジに入学した。
1807年9月にモナハン選挙区の現職議員だった父が死去したとき、リチャード・トマスは未成年だったため出馬できなかったが、1812年イギリス総選挙の時点では成人したため出馬し、クレモーン子爵家の影響力をもって無投票で当選した。カトリック解放を支持するなどホイッグ党所属とされたが、後援者で祖父の兄にあたる初代クレモーン子爵トマス・ドーソンの影響によりカトリック解放に賛成票を投じることができなかった。1813年3月1日に初代クレモーン子爵が死去すると、クレモーン男爵位を継承した。
1827年3月21日にドーソン・グローヴで死去、息子リチャードが爵位を継承した。

## 家族
1815年3月10日、モナハン県でアン・エリザベス・エミリー・ウェーリー（Anne Elizabeth Emily Whaley、1885年4月11日没、ジョン・ウェーリーの娘）と結婚、3男をもうけた。
- トマス（1815年12月27日 – ?） - 夭折[6]
- リチャード（英語版）（1817年9月7日 – 1897年5月12日） - 第3代クレモーン男爵、初代ダートリー男爵（第2期）、初代ダートリー伯爵[7]
- トマス・ヴィジー（Thomas Vesey、1819年 – 1854年11月5日） - 1851年1月30日、オーガスタ・フレデリカ・アン・フィッツパトリック（Augusta Frederica Anne FitzPatrick、1903年2月24日没、初代カースルタウン男爵ジョン・フィッツパトリックの娘）と結婚、子供あり。インケルマンの戦いで戦死[7]